# Estádio Municipal de Braga
Az Estádio Municipal de Braga egy labdarúgó-stadion Bragaban, Portugáliában.
A stadion az SC Braga nevezetű helyi csapat otthonául szolgál. 
A 2004-es labdarúgó-Európa-bajnokság egyik helyszíne volt. Befogadóképessége 30 286 fő számára biztosított, amely mind ülőhely.

## Események

### 2004-es Európa-bajnokság
| Dátum       | Időpont UTC+2 | Pályaválasztó | Eredmény | Vendég     | Forduló   | Nézők  |
| ----------- | ------------- | ------------- | -------- | ---------- | --------- | ------ |
| 2004.06.18. | 18.00         | Bulgária      | 0–2      | Dánia      | C csoport | 24 131 |
| 2004.06.23. | 20.45         | Hollandia     | 3–0      | Lettország | D csoport | 27 904 |